# Rabenschrey
Rabenschrey ist eine Mittelalter-Metal-Band aus Wuppertal (Nordrhein-Westfalen).

## Geschichte
Die Band wurde im Jahr 2000 von Peter Wohlers („Donar von Rabenschrey“) und O’Connor gegründet. Lauten und Trommeln bildeten anfangs das instrumentale Fundament, bei dem der Gesang jedoch eine wichtige Rolle spielen sollte. Ab 2008 kamen vermehrt auch elektrische Gitarren, Bass und Schlagzeug zum Einsatz, so dass sich der Stil in eine härtere, heavy-metal-beeinflusste Richtung entwickelte. Die Band bezeichnete ihren Stil fortan nicht mehr als „heidnischer Mittelalter-Folk“, sondern als „Metalalter“.
Neben den für derartige Bands typischen Auftritten auf Mittelaltermärkten spielt Rabenschrey auch häufig in Clubs und auf Festivals wie zum Beispiel dem Wave-Gotik-Treffen 2006 in Leipzig, Burgfolk-Festival 2007 in Mülheim an der Ruhr, Hörnerfest 2008 und 2012 in Brande-Hörnerkirchen, Veldensteiner Festival 2007, 2009, 2012 und 2014, dem Feuertalfestival in Wuppertal 2008 und 2011, dem M’era Luna Festival 2008 und 2010 in Hildesheim, dem Wacken Open Air 2009, 2011 und 2013, dem Steiner Burgfestival 2010, der Eisheiligen Nacht in Osnabrück und vielen mehr.
Rabenschrey ist bei Totentanz, einem Label der Plattenfirma „Soulfood“ unter Vertrag. Ihre Lieder sind GEMA-frei und dürfen von jedem, der die Tonträger gekauft hat, öffentlich vorgeführt oder gesendet werden, ohne dass Lizenzzahlungen nötig werden.
Am 10. Januar 2014 gaben Rabenschrey bekannt, dass sie vorerst nicht mehr auftreten werden. Ob dies eine endgültige Auflösung nach sich zieht oder nur eine längere Pause stattfindet, ließen sie dabei offen. Der Auftritt auf dem Veldensteiner Festival im Juli 2014 wurde damit zum Abschiedskonzert. Die Band arbeitete jedoch noch an der Einspielung eines Albums, Veröffentlichung offen.
Anlässlich des 20-jährigen Jubiläums gab die Band im März 2020 auf ihrer Webseite bekannt, dass es „wieder auf die Bühne“ gehen solle. Die COVID-19-Pandemie verhinderte das geplante Comeback jedoch bis auf weiteres. Für den 5. August 2025 zum 25. Jubiläum hat die Band auf ihrer Facebook-Seite nun aber neue Lieder angekündigt.

## Diskografie
- Der verwunschene Eichenwald (2001)
- Zeitlose Barden (2002)
- Heidenspaß und böse Zungen (2004)
- Donnerhall (2006)
- Neue Heiden (2007)
- In neuem Gewand (2008)
- Auf den Fersen (2008)
- Unvollkommen (2009)
- Live (2010)
- Exzessivus (2010)
- Hart aber ehrlich (2012)